# John Hancock (Politiker, 1824)

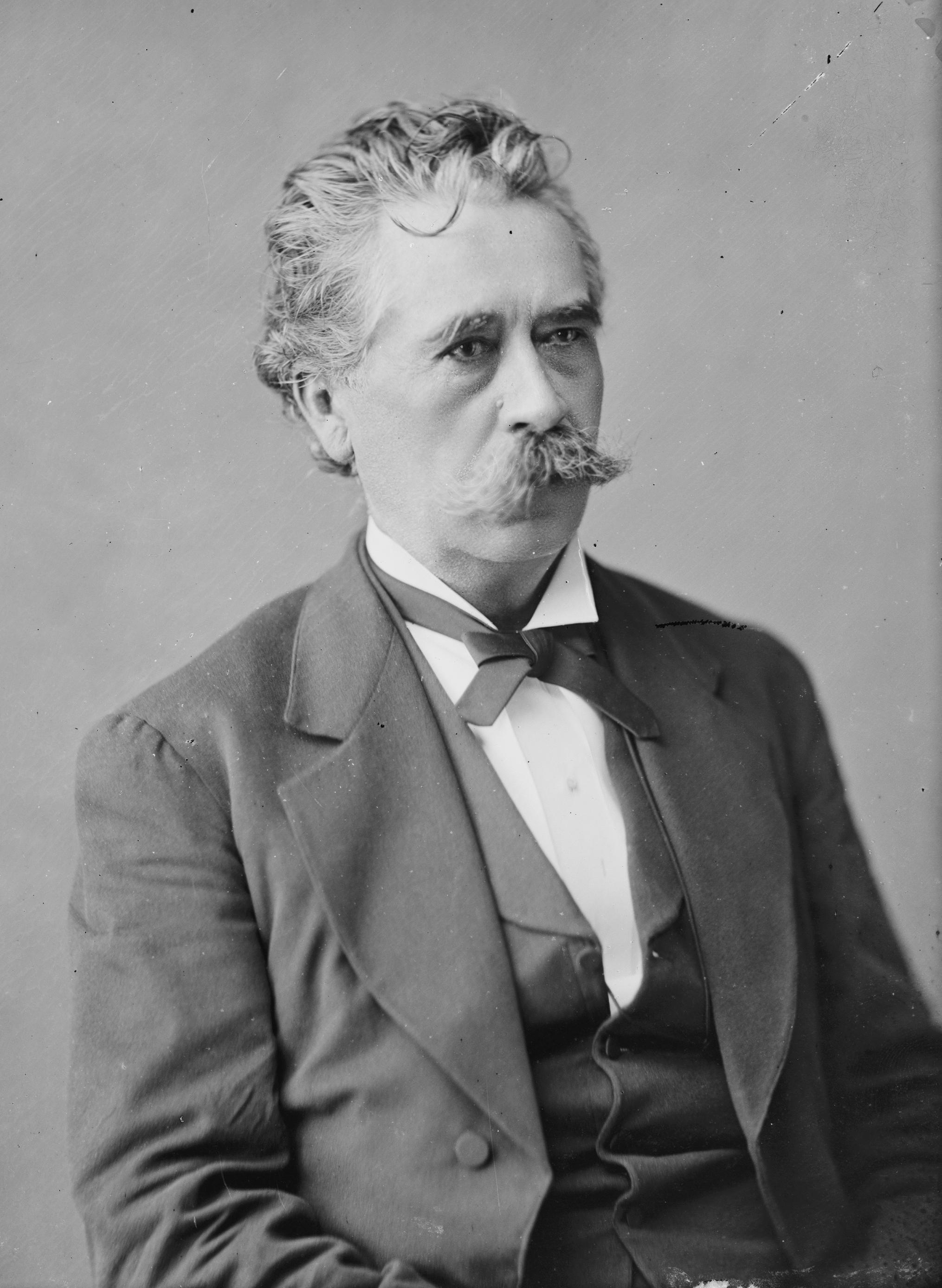
John Hancock

John Hancock (* 24. Oktober 1824 in Bellefonte, Jackson County, Alabama; † 19. Juli 1893 in Austin, Texas) war ein US-amerikanischer Politiker. Zwischen 1871 und 1885 vertrat er zweimal den Bundesstaat Texas im US-Repräsentantenhaus.

## Werdegang
John Hancock besuchte die öffentlichen Schulen seiner Heimat und studierte danach an der University of Tennessee in Knoxville. Nach einem anschließenden Jurastudium und seiner 1846 erfolgten Zulassung als Rechtsanwalt begann er in Austin in diesem Beruf zu arbeiten. Zwischen 1851 und 1855 war er Richter im zweiten Gerichtsbezirk von Texas. Danach praktizierte er wieder als privater Rechtsanwalt. Außerdem wurde er Pflanzer und Viehzüchter. Gleichzeitig schlug er als Mitglied der Demokratischen Partei eine politische Laufbahn ein. In den Jahren 1860 und 1861 saß er als Abgeordneter im Repräsentantenhaus von Texas.
Hancock war ein Gegner der Sezession und weigerte sich nach dem Beitritt des Staates Texas zur Konföderation, den Treueeid auf diesen neuen Staat zu leisten. Daraufhin wurde er aus dem Parlament ausgeschlossen. Danach arbeitete er zunächst als Anwalt. Da er sich weiterhin weigerte, in irgendeiner Form der Konföderation zu dienen, wurde der Druck auf ihn so stark, dass er Texas verlassen musste. Erst nach dem Ende des Bürgerkrieges kehrte er dorthin zurück.
Politisch war Hancock Mitglied der Demokratischen Partei. Im Jahr 1866 war er Delegierter auf einer Versammlung zur Überarbeitung der Verfassung von Texas. Bei den Kongresswahlen des Jahres 1870 wurde er im vierten Wahlbezirk seines Staates in das US-Repräsentantenhaus in Washington, D.C. gewählt, wo er am 4. März 1871 die Nachfolge von Eduard Degener antrat. Nach zwei Wiederwahlen konnte er bis zum 3. März 1877 drei Legislaturperioden im Kongress absolvieren. Seit 1875 vertrat er den fünften Distrikt von Texas. Im Jahr 1876 wurde er von seiner Partei nicht mehr zur Wiederwahl nominiert. 1882 wurde Hancock im neu eingerichteten zehnten Bezirk seines Staates erneut in den Kongress gewählt, wo er zwischen dem 4. März 1883 und dem 3. März 1885 eine weitere Legislaturperiode absolvieren konnte. Im Jahr 1884 kandidierte er nicht mehr.
Nach dem Ende seiner Zeit im US-Repräsentantenhaus praktizierte John Hancock wieder als Anwalt. Er starb am 19. Juli 1893 in Austin.